# Renée Garilhe
Renée Germaine Madeleine Garilhe (París, 15 de junio de 1923-París, 6 de julio de 1991) fue una deportista francesa que compitió en esgrima, especialista en la modalidad de florete.
Participó en cuatro Juegos Olímpicos de Verano entre los años 1948 y 1960, obteniendo una medalla de bronce en Melbourne 1956 en la prueba individual. Ganó catorce medallas en el Campeonato Mundial de Esgrima entre los años 1947 y 1958.

## Palmarés internacional
| Juegos Olímpicos   | Juegos Olímpicos            | Juegos Olímpicos  | Juegos Olímpicos    |
| Año                | Lugar                       | Medalla           | Prueba              |
| ------------------ | --------------------------- | ----------------- | ------------------- |
| 1956               | Melbourne (Australia)       | Medalla de bronce | Florete individual  |
| Campeonato Mundial |                             |                   |                     |
| Año                | Lugar                       | Medalla           | Prueba              |
| 1947               | Lisboa (Portugal)           | Medalla de plata  | Florete por equipos |
| 1948               | La Haya (Países Bajos)      | Medalla de bronce | Florete por equipos |
| 1949               | El Cairo (Egipto)           | Medalla de bronce | Florete individual  |
| 1950               | Montecarlo (Mónaco)         | Medalla de oro    | Florete por equipos |
| 1950               | Montecarlo (Mónaco)         | Medalla de oro    | Florete individual  |
| 1951               | Estocolmo (Suecia)          | Medalla de oro    | Florete por equipos |
| 1952               | Copenhague (Dinamarca)      | Medalla de plata  | Florete por equipos |
| 1953               | Bruselas (Bélgica)          | Medalla de plata  | Florete individual  |
| 1953               | Bruselas (Bélgica)          | Medalla de plata  | Florete por equipos |
| 1954               | Luxemburgo (Luxemburgo)     | Medalla de bronce | Florete individual  |
| 1954               | Luxemburgo (Luxemburgo)     | Medalla de bronce | Florete por equipos |
| 1955               | Roma (Italia)               | Medalla de plata  | Florete por equipos |
| 1956               | Londres (Reino Unido)       | Medalla de plata  | Florete por equipos |
| 1958               | Filadelfia (Estados Unidos) | Medalla de bronce | Florete por equipos |